# Nicolas Jean-Baptiste Pavie
Nicolas Jean-Baptiste Pavie est un homme politique français né en 1755 au Bec-Hellouin (Normandie) et mort en 1829 à Rouen.

## Biographie
Avocat à Évreux, il est élu député de l'Eure au Conseil des Cinq-Cents le 23 germinal an V. Il se range dans le parti de Clichy et est déchu de son mandat lors du coup d’État du 18 fructidor an V.